# Les Tubes Disco de Dalida
Albums de Dalida
D'ici et d'ailleurs
(2009)
Les Tubes Disco de Dalida est une compilation de remix et de chansons originales aux sonorités plutôt disco de Dalida parue en 2010.
Cette compilation se distingue des autres par le tube Kalimba de Luna revu et remixé au goût du jour. Ainsi on pourra écouter trois nouvelles versions 2010 de cette chanson. 
Kalimba de Luna a été écrite et interprétée par l'italien Tony Esposito et composée par Mauro Malavasi en 1984 avant d'être reprise par Dalida et Boney M..

## Liste des pistes
1. Kalimba De Luna (Balearic Mix 2010)
2. Kalimba De Luna (Collectif Métissé Summer Mix 2010)
3. Americana (Remix 2001)
4. La Feria (Remix 1998)
5. Amor, Amor (Remix 1996)
6. Petit Homme (Remix 2001)
7. Femme Est La Nuit (Remix 1998)
8. Salma Ya Salama [Sueño Flamenco, version hispano-égyptienne] (Remix 1998)
9. Là-Bas Dans Le Noir (Techno Remix 1996)
10. L'Amour Qui Grandit (Remix 1996)
11. J'Attendrai (Version Originale)
12. Bésame mucho (Version Originale)
13. Rio do Brasil (Version Originale)
14. Laissez-moi danser (Monday, Tuesday) (Version Originale)
15. Gigi in Paradisco (Version Originale)
16. BONUS : Kalimba De Luna (Balearic Mix - Extended 2010)